# 6 (nombre)
« Six » redirige ici. Cet article concerne le nombre 6. Pour les autres significations, voir Six (homonymie).
Cet article possède un paronyme, voir SIS.
6 (six) est l'entier naturel qui suit 5 et qui précède 7.

## Écriture

### Chiffres
La plupart des alphabets possèdent un chiffre pour signifier le nombre six, notamment dans le cadre du système de numération indo-arabe.

Le terme « chiffre » désigne ici le signe scriptural utilisé pour écrire des nombres ou des numéros. Le terme « nombre » se réfère, quant à lui, à l’objet mathématique en tant que quantité et aux concepts qui s’y rapportent.

#### Chiffre arabe
Le chiffre « six », symbolisé « 6 », est le chiffre arabe servant notamment à signifier le nombre six dans le monde occidental.
Lorsqu’il intervient dans une séquence de chiffres d’une notation positionnelle comme la numération indo-arabe, il en fixe la mantisse entière pour l’exposant de puissance implicitement fixée par le rang qu’il occupe dans la séquence.[pas clair]

#### Autres chiffres actuels
Le chiffre « 6 » n'est pas le seul utilisé dans le monde. Un certain nombre d'alphabets — particulièrement ceux des langues du sous-continent indien et du sud-est asiatique — utilisent des chiffres différents, au sein même de la numération indo-arabe.
| Alphabet   | Chiffre | Alphabet | Chiffre | Alphabet  | Chiffre | Alphabet | Chiffre |
| ---------- | ------- | -------- | ------- | --------- | ------- | -------- | ------- |
| Amharique  | ፮       | Arabe    | ۶       | Bengalî   | ৬       | Birman   | ၆       |
| Devanāgarī | ६       | Gujarati | ૬       | Gurmukhî  | ੬       | Kannara  | ೬       |
| Khmer      | ໖       | Latin    | 6       | Malayalam | ൬       | Oriya    | ୬       |
| Tamoul     | ௬       | Télougou | ౬       | Thaï      | ๖       | Tibétain | ༦       |

### Autres écritures
Dans le système binaire qui est un système de notation positionnelle de base 2 et qui n'utilise par conséquent que les chiffres « 0 » et « 1 », le nombre six s'écrit 110.

Dans certains systèmes de numération additifs à base ou sous-base quinaire, le nombre six s'écrit à l'aide des chiffres de valeurs 5 et 1 dont les valeurs s'ajoutent. Ainsi, dans la numération romaine par exemple, il s'écrit Ⅵ. Dans la numération maya, il se note .

## En mathématiques
Six est le deuxième plus petit nombre composé (il est même hautement composé), car il est le produit des deux premiers nombres premiers (2×3 = 6)
C'est un nombre parfait — relié au nombre premier de Mersenne 3 par : 21(22 – 1) = 6 — donc à moyenne harmonique entière. Il est aussi unitairement parfait.
6 est la factorielle de 3, notée 3!.
6 est le second nombre composé non brésilien.
Le plus petit groupe non abélien est le groupe symétrique S3 qui possède 3 ! éléments.
S6, avec 720 éléments, est le seul groupe symétrique fini qui possède un groupe d'automorphismes extérieurs non trivial.
En combinatoire, 6 est le troisième nombre de Ramsey.
En système binaire, la représentation de six est 110 ;
en système trinaire, la représentation de six est 20 ;
en système quaternaire, la représentation de six est 12 ;
en système quinaire, la représentation de six est 11 ;
en système sénaire, la représentation de six est 10;
en base 7 et dans tous les systèmes à base plus élevée (telle que la base 8, la base dix et la base seize), la représentation de  six est 6. Puisqu'il est divisible par la somme de ses chiffres dans toutes ces bases, 6 est un des quatre nombres Harshad complets.
Les puissances entières successives de 6 sont : 1, 6, 36, 216, 1296, 7776… En bases dix, quinze et trente, 6 est un nombre automorphe.
Six est un nombre de Pell compagnon.
Un polygone à six côtés est un hexagone, faisant de six le 2e nombre hexagonal. Un cube peut être appelé aussi un hexaèdre. Six est aussi un nombre oblong, un nombre triangulaire (somme des quatre premiers entiers : 0 + 1 + 2 + 3 = 6), un nombre pentagonal centré, un nombre octaédrique et un nombre pyramidal pentagonal.
6 est la somme des trois premiers nombres pairs (0 + 2 + 4 = 6).
6 est le nombre de faces d'un cube, un des cinq polyèdres réguliers.

### Nombre 6 et base quinaire
Dans un grand nombre de langues du monde entier, 6 s'écrit sous la forme 5+1 ou 1+5. (système quinaire)
Exemple : en langue sio (Austronésie), 6 se dit lima kanaŋo taitu. Lima = 5 (main) et taitu = 1.

## Dans d'autres domaines

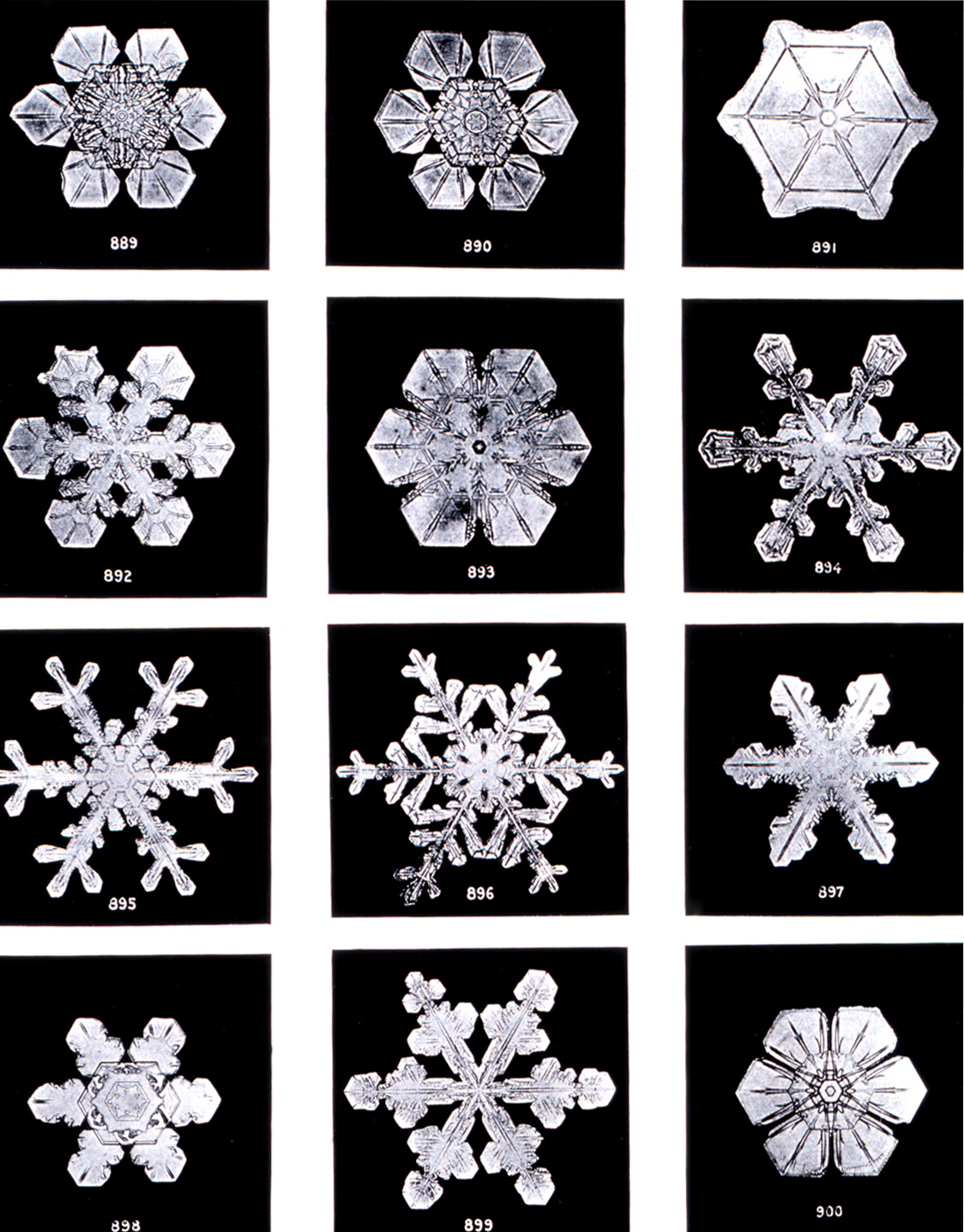
Structure hexagonale des cristaux de neige

### Numérotation
- 06 est le no  du département français des Alpes-Maritimes.
- Le numéro atomique du carbone.
- Dans le système scolaire français, la sixième est la première classe du collège.
- En musique :
  - Le nombre VI en chiffres romains désigne le degré de la gamme appelé sus-dominante, de l'accord, ou de la fonction diatonique[Quoi ?], lorsqu'il est distingué, VI = majeure et vi = mineure.
  - Une sixte est un écart de deux notes dans la gamme. Elle peut être majeure (4 tons et 1/2 ton) ou mineure (4 tons).
  - Le sixième mode est appelé Éolien.

### Durée et âges
- Le nombre d'années de mariage des noces de chypre.
- Le nombre d'années d'un mandat de sénateur des États-Unis.
- Le nombre d'années d'un mandat d'un conseil municipal en France.

### Dénombrement
- Le nombre d'atomes de carbone et de liaisons carbone-carbone dans le benzène.
- Le nombre de lettres servant à désigner les vitamines.
- Les six dynasties forment une partie de l'histoire chinoise.
- Le nombre de branches d'une étoile de David.
- Le nombre de cordes d'une guitare standard.
- Dans le scoutisme, le nombre théorique de louveteaux dans une sizaine, groupe dirigé par un chef du nom de sizenier (le nombre réel peut varier).

### Noms
- « Six oies » étaient données comme cadeau le sixième jour dans le chant populaire de Noël anglo-saxon The Twelve Days of Christmas (Les douze jours de Noël).
- Un type d'architecture moteur : V6.
- Les Double Six désigne un groupe français de jazz vocal créé en 1959 par Mimi Perrin.
- L'AFM 6, une Formule 1.
- Sixte  est un prénom.

### Terminologie
- Le préfixe du Système international pour 1 0006 est exa (E), et pour son inverse atto (a).

Hexa est le préfixe grec pour « six ». Ainsi :
- Un hexaèdre est un polyèdre à six faces ; le parallélépipède en est un exemple.
- Un hexapode — par exemple un insecte — est un animal à six pattes.
- Un hexamètre est une forme poétique constituée de six pieds par vers.

Le préfixe « hexa- » apparaît aussi dans la nomenclature de beaucoup de composés chimiques, comme l'hexane.
Sex(i)- est un préfixe latin voulant dire « six ». Ainsi :
- Un groupe de six musiciens est appelé un sextet.
- Six bébés naissant ensemble sont appelés des sextuplés.
- Les personnes sexdactyles ont six doigts sur chaque main.
- L'instrument de mesure appelé sextant a reçu son nom car sa forme donne un sixième sur un cercle entier.
- La sextine est une forme poétique, composée de six sizains.

### Sport
- Au cricket, un « six » est un coup dans lequel la balle sort des limites du terrain avant de toucher le sol.
- Au football américain, le nombre de points reçus pour un touchdown.
- Au rugby à XV, la position du blindside flanker.
- Au volley-ball, le nombre de joueurs d'une équipe.
- Au baseball, six représente la position de l'arrêt-court.

### Littérature
- Le Sixième Jour, un roman d'Andrée Chedid

## Référence et note
1. ↑  En toute base n, le nombre représentant n s'écrit 10.